# ابتر (ایرانشهر)
ابتر، روستایی از توابع بخش مرکزی شهرستان ایرانشهر در استان سیستان و بلوچستان ایران است. این روستا، مرکز دهستان ابتر است.

## جمعیت
این روستا در دهستان ابتر قرار دارد و براساس سرشماری مرکز آمار ایران در سال ۱۳۸۵، جمعیت آن ۲٬۲۷۲ نفر (۴۵۱خانوار) بوده‌است.